# Agarak (ort i Sjunik, Armenien)
Agarak (armeniska: Ագարակ) är en ort i Armenien. Den ligger i provinsen Siunik, i den sydöstra delen av landet, 210 kilometer sydost om huvudstaden Jerevan. Agarak ligger 998 meter över havet och antalet invånare är 4 707.
Terrängen runt Agarak är kuperad. Närmaste större samhälle är Kapan, 11,9 kilometer väster om Agarak.
Trakten runt Agarak består i huvudsak av gräsmarker. Runt Agarak är det ganska tätbefolkat, med 54 invånare per kvadratkilometer.